# Ex tunc
Ex tunc je právní termín odvozený z latiny s významem „od samého počátku“. Existuje podobný termín ex nunc, což znamená „od nynějška“. 
Příklad použití termínu lze nalézt ve smluvním právu, kde zrušení smlouvy může vést k tomu, že bude buď neplatná ex nunc, tj. od té doby / od nynějška, nebo ex tunc, v takovém případě se s ní zachází, jako by nikdy nevznikla.
Další příklad lze najít u církevních soudů. Těmto soudům bylo po Tridentském koncilu v roce 1582 uděleno právo zrušit manželství ex tunc, což znamená, že musel existoval silný důvod ke zrušení. Následkem toho je na dotyčný pár očima církve pohlíženo, jako by nikdy nebyl sezdán a může mít nový církevní sňatek, což by za běžného rozvodu manželství nebylo možné.
V několika případech byl u italských soudů prohlášen výnos nekompatibilních úřadů jako neplatný s platností ex tunc. 